# Alchemilla nyikensis
Alchemilla nyikensis é uma espécie de rosácea do gênero Alchemilla, pertencente à família Rosaceae.